# Giovanni Benedetto Platti
Giovanni Benedetto Platti (Padova, 9 luglio 1697 – Würzburg, 11 gennaio 1763) è stato un compositore e musicista italiano.
Figlio di Carlo, suonatore di violetta nell'organico strumentale della Basilica di San Marco, Platti ebbe come insegnante a Venezia Francesco Gasparini. Intorno al 1725 divenne membro della corporazione dei suonatori veneziani. Nel 1722 lasciò l'Italia e per circa venticinque anni fu al servizio del principe vescovo di Würzburg, Johann Philipp Franz von Schönborn, in qualità di violoncellista, clavicembalista, tenore e maestro di canto. Nel 1723 sposò Maria Theresia Langsprücker, soprano presso la stessa corte, da cui ebbe otto figli. Morì a Würzburg e fu seppellito nella parrocchia di S.Pietro e Paolo.
Raffinato ed eclettico Platti scrisse musica vocale e strumentale per violino, violoncello, oboe, flauto e clavicembalo. Per questo strumento esistono 18 sonate e 9 concerti. Rimane comunque un corpus di composizioni non particolarmente esteso, tra i suoi lavori troviamo numerose sonate e concerti per violino, violoncello e oboe; 4 Messe, 1 Requiem, 1 Stabat Mater, 1 Miserere.
È stato considerato da Fausto Torrefranca, suo moderno scopritore, il principale ideatore della sonata. La struttura degli Allegri delle sonate per clavicembalo del Platti è quella della sonata moderna, con esposizione e ripresa separate da uno sviluppo divagante.